# Бут-стрит
Бут-стрит, англ. Booth Street — крупная улица к западу от центральной части г. Оттава. К северу от перекрёстка с Альберт-стрит, Бут-стрит считается артериальной дорогой города, идущей к Шодьерскому мосту, соединяющему Оттаву с г. Гатино. На стороне Гатино переходит в улицу Эдди. Эта северная часть улица проходит мимо Лебретонских равнин мимо нового здания Канадского военного музея.
К югу от Альберт-Стрит проходит через жилые районы. Здесь традиционно проживают иммигранты. Подобно расположенной западнее Престон-стрит, здесь проживает значительное число итальянцев, а также эмигрантов других этнических групп — китайцев и жителей юго-восточной Азии.
Бут-стрит проходит на юг через городской район Сентертаун, далее под автомагистралью Квинсуэй и заканчивается у Карлинг-авеню, к северу от озера Доу.

## Основные перекрёстки
- Карлинг-авеню
- Оренджвилл-стрит
- Автомагистраль 417 (Квинсуэй)
- Реймонд-стрит
- Гладстон-авеню
- Сомерсет-стрит (западный сектор)
- Элм-стрит
- Альберт-стрит
- Веллингтон-стрит